# Idiomas do Festival Eurovisão da Canção

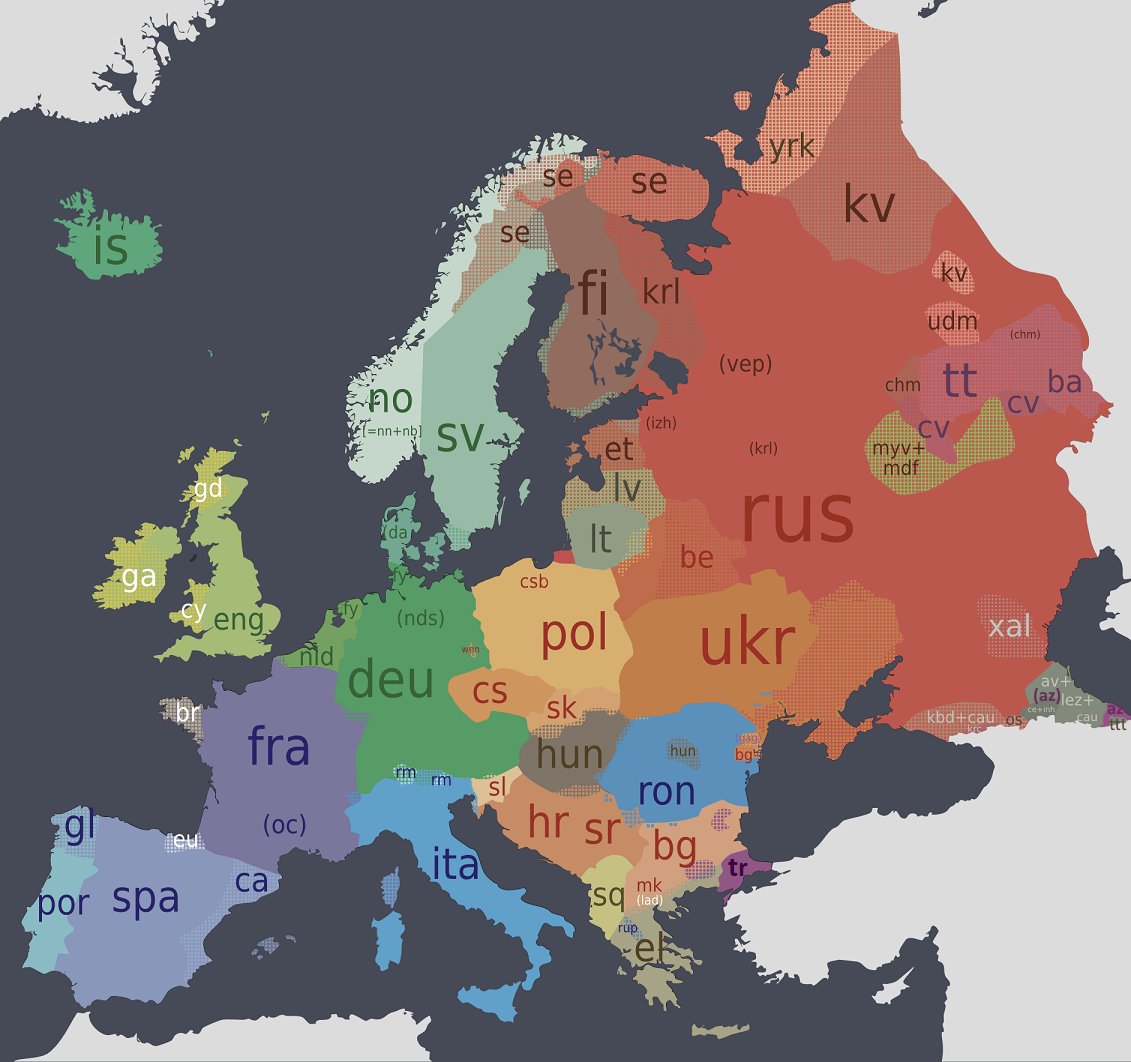
Mapa linguístico de Europa

Entre 1956 e 1965, não existia nenhuma regra em relação à utilização da língua no Festival Eurovisão da Canção havendo, aliás, três exemplos nesta época de canção interpretadas, parcialmente, em idiomas não-nacionais: "Telefon, Telefon" foi interpretado integralmente em alemão, mas com palavras em inglês, francês, italiano e castelhano; "Einmal sehen wir uns wieder" foi interpretado em alemão e com uma estrofe em francês; e "Vielleicht geschieht ein Wunder" interpretado em alemão, com dois versos em inglês. No entanto, logo em 1956, vemos, pelo menos, duas canções na final nacional holandesa que são interpretadas, parcialmente, em línguas não-nacionais: "Mei in Parijs", interpretado por Jetty Paerl maioritariamente em francês; e "Gina mia", interpretado por Bert Visser com o refrão em italiano.
A regra foi adotada em 1966, quando a Suécia foi representada por uma canção totalmente em inglês (a primeira vez que um país não foi representado por uma canção cantada numa língua oficial), no ano anterior, tendo vindo a cair em 1973.
Com a vitória dos ABBA com "Waterloo", totalmente em inglês, a regra voltou a ser imposta em 1977, mas com a abertura de uma exceção para a Alemanha e Bélgica, porque já tinham escolhido as canções antes de a regra entrar em vigor.
Em 1999, a regra voltou a ser revogada, estando em vigor até hoje, não sem polémicas anteriores. Em 1994, a Polónia causou escândalo quando Edyta Górniak quebrou as regras ao cantar a sua música em inglês durante o ensaio geral (que é mostrado aos júris que escolheram o vencedor). Apenas seis países exigiram a desclassificação do país, aquém dos 13 necessários. que a Polónia fosse desqualificada, e com as regras exigindo que pelo menos 13 países reclamassem, a remoção proposta não ocorreu.
Atualmente, a maior parte dos países opta pela língua inglesa com meta de conquistar maiores audiências e votos por parte de todos os europeus, assim como canção em línguas imaginárias ("Sanomi", "Amambanda" e "O Julissi") e em várias línguas. Mesmo assim, ainda existem países que continuam a usar as suas línguas locais e normalmente cantam na sua própria língua (Portugal, Espanha, França, Itália, entre outros).
Até hoje, apenas dois países nunca cantaram nas suas línguas oficiais: o Azerbaijão, que nunca cantou em Azeri e o Mónaco, que nunca cantou em Monegasco. A língua mirandesa, segunda língua oficial de Portugal, também nunca foi cantada no palco eurovisivo.

## Primeira aparição de idiomas
Esta é uma lista com todos os idiomas que passaram no Festival Eurovisão da Canção.
| #  | Idioma                                    | Primeira aparição | País                | Primeiro cantor                    | Primeira canção                                                                               |
| -- | ----------------------------------------- | ----------------- | ------------------- | ---------------------------------- | --------------------------------------------------------------------------------------------- |
| 1  | Holandês                                  | 1956              | Países Baixos       | Jetty Paerl                        | "De Vogels Van Holland" Os pássaros da Holanda                                                |
| 2  | Alemão                                    | 1956              | Suíça               | Lys Assia                          | "Das alte Karussell" O velho carrosel                                                         |
| 3  | Francês                                   | 1956              | Bélgica             | Fud Leclerc                        | "Messieurs les Noyés de la Seine" Os senhores afogados do Sena                                |
| 4  | Italiano                                  | 1956              | Itália              | Franca Raimondi                    | "Aprite le finestre" Abra as janelas                                                          |
| 5  | Inglês                                    | 1957              | Reino Unido         | Patricia Bredin                    | "All" Tudo                                                                                    |
| –  | palavras em castelhano                    | 1957              | Alemanha            | Margot Hielscher                   | "Telefon, Telefon" Telefone, telefone                                                         |
| 6  | Dinamarquês                               | 1957              | Dinamarca           | Birthe Wilke & Gustav Winckler     | "Skibet skal sejle i nat" O barco vai partir esta noite                                       |
| 7  | Sueco                                     | 1958              | Suécia              | Alice Babs                         | "Lilla stjärna" Pequena Estrela                                                               |
| 8  | Luxemburguês                              | 1960              | Luxemburgo          | Camillo Felgen                     | "So laang we's du do bast" Tão longe que tu estás                                             |
| 9  | Norueguês                                 | 1960              | Noruega             | Nora Brockstedt                    | "Voi Voi" Hey hey                                                                             |
| –  | palavras em Sámi                          | 1960              | Noruega             | Nora Brockstedt                    | "Voi Voi" Hey hey                                                                             |
| 10 | Castelhano                                | 1961              | Espanha             | Conchita Bautista                  | "Estando contigo" Quando Estou Contigo                                                        |
| 11 | Finlandês                                 | 1961              | Finlândia           | Laila Kinnunen                     | "Valoa ikkunassa" As Luzes na Janela                                                          |
| 12 | Sérvio (variante do servo-croata)         | 1961              | Iugoslávia          | Ljiljana Petrović                  | "Neke davne zvezde" (Неке давне звезде) Algumas Estrelas Antigas                              |
| 13 | Croata (variante do servo-croata)         | 1963              | Iugoslávia          | Vice Vukov                         | "Brodovi" Navios                                                                              |
| 14 | Português                                 | 1964              | Portugal            | António Calvário                   | "Oração"                                                                                      |
| 15 | Bósnio (variante do servo-croata)         | 1964              | Iugoslávia          | Sabahudin Kurt                     | "Život je sklopio krug" A Vida chega com um círculo cheio                                     |
| 16 | Esloveno                                  | 1966              | Iugoslávia          | Berta Ambrož                       | "Brez besed" Sem palavras                                                                     |
| –  | palavras em russo                         | 1969              | Iugoslávia          | Ivan & M's                         | "Pozdrav svijetu" Olá mundo                                                                   |
| 17 | Alemão vienense (dialecto alemão)         | 1971              | Áustria             | Marianne Mendt                     | "Musik" Música                                                                                |
| 18 | Maltês                                    | 1971              | Malta               | Joe Grech                          | "Marija L-Maltija" Maria, A Maltesa                                                           |
| 19 | Irlandês                                  | 1972              | Irlanda             | Sandie Jones                       | "Ceol an Ghrá" A música do amor                                                               |
| 20 | Hebraico                                  | 1973              | Israel              | Ilanit                             | "Ey Sham" (אי שם) Nalgum lugar                                                                |
| 21 | Grego                                     | 1974              | Grécia              | Marinella                          | "Krasi, Thalasa Ke T' Agori Mu" (Κρασί, θάλασσα και τ' αγόρι μου) Vinho, Mar e o meu namorado |
| 22 | Turco                                     | 1975              | Turquia             | Semiha Yankı                       | "Seninle Bir Dakika" Um minuto contigo                                                        |
| 23 | Árabe                                     | 1980              | Marrocos            | Samira Bensaid                     | "Bitaqat Khub" (بطاقة حب) Mensagem de amor                                                    |
| –  | palavras em lapão setentrional            | 1980              | Noruega             | Sverre Kjelsberg & Mattis Hætta    | "Sámiid ædnan" Terra do povo sami                                                             |
| 24 | Islandês                                  | 1986              | Islândia            | ICY                                | "Gleðibankinn" O Banco da Alegria                                                             |
| 25 | Romanche                                  | 1989              | Suíça               | Furbaz                             | "Viver senza tei" Viver sem ti                                                                |
| 26 | Napolitano                                | 1991              | Itália              | Peppino di Capri                   | "Comme è ddoce 'o mare" Como é doce o mar                                                     |
| 27 | Crioulo haitiano                          | 1992              | França              | Kali                               | "Monté la riviè" Sobe o rio                                                                   |
| 28 | Corso                                     | 1993              | França              | Patrick Fiori                      | "Mama Corsica" Mãe Córsega                                                                    |
| 29 | Estónio                                   | 1994              | Estónia             | Silvi Vrait                        | "Nagu merelaine" Como uma onda de mar                                                         |
| 30 | Romeno                                    | 1994              | Roménia             | Dan Bittman                        | "Dincolo de nori" Para além das nuvens                                                        |
| 31 | Eslovaco                                  | 1994              | Eslováquia          | Tublatanka                         | "Nekonečná pieseň" Canção sem fim                                                             |
| 32 | Lituano                                   | 1994              | Lituânia            | Ovidijus Vyšniauskas               | "Lopšinė mylimai" Canção de embalar para a minha querida                                      |
| 33 | Húngaro                                   | 1994              | Hungria             | Friderika Bayer                    | "Kinek mondjam el vétkeimet?" A quem vou contar os meus pecados?                              |
| 34 | Russo                                     | 1994              | Rússia              | Youddiph                           | "Vyechnyy strannik" (Вечный стрaнник) Vagabundo eterno                                        |
| 35 | Polaco                                    | 1994              | Polónia             | Edyta Górniak                      | "To nie ja!" Não sou Eu!                                                                      |
| –  | palavras em grego antigo                  | 1995              | Grécia              | Elina Konstantopoulou              | "Pia Prosefhi" (Ποιά προσευχή) Qual oração                                                    |
| 36 | Voralberguês (dialecto alemão)            | 1996              | Áustria             | Georg Nussbaumer                   | "Weil's dr guat got" Porque te sentes bem                                                     |
| 37 | Bretão                                    | 1996              | França              | Dan Ar Braz                        | "Diwanit Bugale" Que nasçam crianças                                                          |
| 38 | Macedónio                                 | 1998              | Macedónia do Norte  | Vlado Janevski                     | "Ne zori, zoro" (Не зори, зоро) Madrugada, não cresças                                        |
| 39 | Samogiciano (dialecto lituano)            | 1999              | Lituânia            | Aistė                              | "Strazdas" Canção do tordo                                                                    |
| 40 | Bávaro meridional (dialecto alemão)       | 2003              | Áustria             | Alf Poier                          | "Weil der Mensch zählt" O Homem é a Medida de todas as Coisas                                 |
| 41 | Imaginário                                | 2003              | Bélgica             | Urban Trad                         | "Sanomi"                                                                                      |
| 42 | Letão                                     | 2004              | Letónia             | Fomins & Kleins                    | "Dziesma Par Laimi" Uma canção sobre felicidade                                               |
| 43 | Catalão                                   | 2004              | Andorra             | Marta Roure                        | "Jugarem a estimar-nos" Nós vamos brincar ao amor um com o outro                              |
| 44 | Ucraniano                                 | 2004              | Ucrânia             | Ruslana                            | "Wild Dances" Danças selvagens                                                                |
| 45 | Võro                                      | 2004              | Estónia             | Neiokõsõ                           | "Tii" Caminho                                                                                 |
| 46 | Montenegrino                              | 2005              | Sérvia e Montenegro | No Name                            | "Zauvijek moja" Para sempre minha                                                             |
| 47 | Albanês                                   | 2006              | Albânia             | Luiz Ejlli                         | "Zjarr e ftohtë" Quente e Frio                                                                |
| –  | palavras em Taitiano                      | 2006              | Mónaco              | Séverine Ferrer                    | "La Coco-Dance" A dança do Coco                                                               |
| 48 | Búlgaro                                   | 2007              | Bulgária            | Elitsa Todorova & Stoyan Yankoulov | "Water" Água                                                                                  |
| 49 | Checo                                     | 2007              | Chéquia             | Kabát                              | "Malá Dáma" Pequena dama                                                                      |
| 50 | Arménio                                   | 2007              | Arménia             | Hayko                              | "Anytime You Need" Cada vez que precises                                                      |
| –  | palavras em Romani                        | 2009              | Chéquia             | Gipsy.cz                           | "Aven Romale" Venham Gypsies                                                                  |
| –  | palavras em Suaíli                        | 2011              | Noruega             | Stella Mwangi                      | "Haba Haba" Pouco a Pouco                                                                     |
| –  | titulo em latim                           | 2012              | Albânia             | Rona Nishliu                       | "Suus" Pessoal                                                                                |
| 51 | Udmurte                                   | 2012              | Rússia              | Buranovskiye Babushki              | "Party for Everybody" Festa para Todos                                                        |
| 52 | Mühlviertlerisch (dialecto alemão)        | 2012              | Áustria             | Trackshittaz                       | "Woki mit deim Popo"                                                                          |
| –  | palavras em Azeri                         | 2012              | Bulgária            | Sofi Marinova                      | "Love Unlimited" Amor Ilimitado                                                               |
| 53 | Georgiano                                 | 2012              | Geórgia             | Anri Jokhadze                      | "I'm a Joker" Sou um Joker                                                                    |
| 54 | Romani                                    | 2013              | Macedónia do Norte  | Esma & Lozano                      | "Pred da se razdeni" (Пред да се раздени) Antes do amanhecer                                  |
| –  | palavras em Grego pôntico                 | 2016              | Grécia              | Argo                               | "Utopian Land" Terra Utópica                                                                  |
| 55 | Tártaro da Crimeia                        | 2016              | Ucrânia             | Jamala                             | "1944"                                                                                        |
| 56 | Bielorrusso                               | 2017              | Bielorrússia        | NAVI                               | "Historyja majho žyccia" (Гісторыя майго жыцця) História da minha vida                        |
| –  | palavras em Sânscrito                     | 2017              | Itália              | Francesco Gabbani                  | "Occidentali's Karma" Karma dos ocidentais                                                    |
| –  | palavras em Japonês                       | 2018              | Israel              | Netta                              | "Toy" Brinquedo                                                                               |
| –  | palavras em Torlak (dialeto servo-croata) | 2018              | Sérvia              | Sanja Ilić & Balkanika             | "Nova deca" (Нова деца) Crianças Novas                                                        |
| –  | palavras em abecásio                      | 2019              | Geórgia             | Oto Nemsadze                       | "Keep On Going" Continua                                                                      |
| 57 | Sranan                                    | 2021              | Países Baixos       | Jeangu Macrooy                     | "Birth of a New Age" Nascimento de uma Nova Era                                               |
| 58 | Latim                                     | 2022              | Sérvia              | Konstrakta                         | "In Corpore Sano" Em corpo são                                                                |
| -  | palavras em Yankunytjatjara               | 2024              | Austrália           | Electric Fields                    | "One Milkali (One Blood)" Um Sangue                                                           |
| 59 | Azeri                                     | 2024              | Azerbaijão          | Fahree feat. Ilkin Dovlatov        | "Özünlə apar" Leva-me contigo                                                                 |

Fonte: The Diggiloo Thrush

### Canções em língua gestual
| # | Idioma                   | Primeira aparição | País     | Primeiro cantor            | Primeira canção                                 | Refs.  |
| - | ------------------------ | ----------------- | -------- | -------------------------- | ----------------------------------------------- | ------ |
| 1 | Língua gestual letã      | 2005              | Letónia  | Valters & Kaža             | "The War Is Not Over" A guerra não está acabada | [ 18 ] |
| 2 | Língua gestual polaca    | 2006              | Polónia  | Ich Troje feat. Real McCoy | "Follow My Heart" Segue o meu coração           |        |
| 3 | Lingua gestual lituana   | 2011              | Lituânia | Evelina Sašenko            | "C'est ma vie" É a minha Vida                   | [ 19 ] |
| 4 | Língua gestual jugoslava | 2015              | Sérvia   | Bojana Stamenov            | "Beauty Never Lies" Beleza nunca mente          |        |
| 5 | Língua gestual francesa  | 2019              | França   | Bilal Hassani              | "Roi" Rei                                       |        |

### Canções em línguas imaginárias
| # | Primeira aparição | País          | Primeiro cantor | Primeira canção |
| - | ----------------- | ------------- | --------------- | --------------- |
| 1 | 2003              | Bélgica       | Urban Trad      | "Sanomi"        |
| 2 | 2006              | Países Baixos | Treble          | "Amambanda"     |
| 3 | 2008              | Bélgica       | Ishtar          | "O Julissi"     |

### Idiomas somente utilizados em finais nacionais
Alguns idiomas que apareceram em canções que não conseguiram representar seus países na Eurovisão incluem groenlandês, Feroês, Pitjantjatjara, filipino e várias línguas sámi usadas na Suécia e na Finlândia.
| Idioma                | Primeira aparição | País          | Primeiro cantor      | Primeira canção                            | Refs.         |
| --------------------- | ----------------- | ------------- | -------------------- | ------------------------------------------ | ------------- |
| Groenlandês           | 1979              | Dinamarca     | Rasmus Lyberth       | "Faders bøn" Oração do pai                 | [ 20 ]        |
| Feroês                | 1979              | Dinamarca     | Annika Hoydal        | "Bølgen" A onda                            | [ 21 ]        |
| Basco                 | 1999              | França        | Kukumiku             | "Irradaka" Ressentimento                   | [ 22 ]        |
| Frísio Ocidental      | 2000              | Países Baixos | Gina de Wit          | "Hjir is it begjin" Aqui está o começo     | [ 23 ]        |
| Silesiano             | 2008              | Chéquia       | Čechomor             | "Józef, mój kochany" Józef, meu amor       |               |
| Tártaro               | 2008              | Rússia        | Asılyar              | "Qarlığaçlar" Andorinhas                   | [ 24 ]        |
| Lapónico meridional   | 2015              | Suécia        | Jon Henrik Fjällgren | "Jag är fri (Manne Leam Frijje)" Sou livre |               |
| Iorubá                | 2016              | Finlândia     | Clemso               | "Thief" Ladrão                             | [ 25 ]        |
| Crioulo cabo-verdiano | 2018              | Portugal      | Minnie & Rhayra      | "Patati Patata"                            | [ 26 ]        |
| Pitjantjatjara        | 2019              | Austrália     | Electric Fields      | "2000 and Whatever" 2000 e o que seja      | [ 27 ] [ 28 ] |
| Filipino              | 2019              | Roménia       | Bella Santiago       | "Army of Love" Exército de amor            | [ 29 ]        |
| Galego                | 2022              | Espanha       | Tanxugueiras         | "Terra"                                    | [ 31 ] [ 32 ] |
| Tsonga                | 2024              | Portugal      | Maria João           | "Dia"                                      | [ 33 ] [ 34 ] |

### Idiomas utilizados somente em versões de tradução de canções
| Idioma    | Ano  | País       | Artista         | Canção         | Original              |
| --------- | ---- | ---------- | --------------- | -------------- | --------------------- |
| Provençal | 1983 | França     | Guy Bonnet      | "Vièure" Viver | "Vivre"               |
| Azeri     | 2012 | Azerbaijão | Sabina Babayeva | "Gəl" Vem      | "When The Music Dies" |

## Festival Eurovisão da Canção nas línguas nacionais
| Língua             | Países que a linguagem tem estatuto oficial na                        | Nome na língua                         |
| ------------------ | --------------------------------------------------------------------- | -------------------------------------- |
| Albanês            | Albânia                                                               | Festivali Evropian i Këngës            |
| Alemão             | Alemanha, Áustria, Bélgica, Luxemburgo, Suíça                         | Eurovision Song Contest                |
| Árabe              | Israel, Marrocos, Líbano, Tunísia                                     | مسابقة يوروفيجن للأغاني                |
| Arménio            | Arménia                                                               | Եվրատեսիլ երգի մրցույթ                 |
| Azeri              | Azerbaijão                                                            | Avroviziya Mahnı Müsabiqəsi            |
| Bielorrusso        | Bielorrússia                                                          | Конкурс песні Еўрабачанне              |
| Bósnio             | Bósnia e Herzegovina                                                  | Pjesma Evrovizije                      |
| Búlgaro            | Bulgária                                                              | Песенен конкурс Евровизия              |
| Castelhano         | Espanha                                                               | Festival de la Canción de Eurovisión   |
| Catalão            | Andorra                                                               | Festival de la Cançó d'Eurovisió       |
| Croata             | Bósnia e Herzegovina, Croácia                                         | Pjesma Eurovizije                      |
| Checo              | Chéquia                                                               | elká cena Eurovize                     |
| Dinamarquês        | Dinamarca                                                             | Eurovision Melodi Grand-prix           |
| Eslovaco           | Eslováquia                                                            | Veľká cena Eurovízie                   |
| Esloveno           | Eslovénia                                                             | Pesem Evrovizije                       |
| Estónio            | Estónia                                                               | Eurovisiooni lauluvõistlus             |
| Finlandês          | Finlândia                                                             | Eurovision laulukilpailu               |
| Francês            | Bélgica, França, Líbano, Luxemburgo, Marrocos, Mónaco, Tunísia, Suíça | Concours Eurovision de la Chanson      |
| Georgiano          | Geórgia                                                               | ევროვიზიის სიმღერის კონკურსი           |
| Grego              | Chipre, Grécia                                                        | Διαγωνισμός Τραγουδιού Eurovision      |
| Hebraico           | Israel                                                                | אירוויזיון                             |
| Holandês           | Bélgica, Países Baixos                                                | Eurovisiesongfestival                  |
| Húngaro            | Hungria                                                               | Eurovíziós Dalfesztivál                |
| Inglês             | Austrália, Irlanda, Malta, Reino Unido                                | Eurovision Song Contest                |
| Irlandês           | Irlanda                                                               | Comórtas Amhránaíochta na hEoraifíse   |
| Islandês           | Islândia                                                              | Söngvakeppni evrópskra sjónvarpsstöðva |
| Italiano           | Itália, San Marino, Suíça                                             | Concorso Eurovisione della Canzone     |
| Letão              | Letónia                                                               | Eirovīzijas dziesmu konkurss           |
| Lituano            | Lituânia                                                              | Eurovizijos dainų konkursas            |
| Luxemburguês       | Luxemburgo                                                            | Eurovision Song Contest                |
| Macedónio          | Macedónia do Norte                                                    | Евровизија                             |
| Maltês             | Malta                                                                 | Festival tal-Eurovision                |
| Montenegrino       | Montenegro                                                            | Evrovizija                             |
| Norueguês (Bokmål) | Noruega                                                               | Eurovisjonens musikkonkurranse         |
| Polaco             | Polónia                                                               | Konkurs Piosenki Eurowizji             |
| Português          | Portugal                                                              | Festival Eurovisão da Canção           |
| Romeno             | Moldávia, Roménia                                                     | Concursul Muzical Eurovision           |
| Romanche           | Suíça                                                                 | Eurovision Song Contest                |
| Russo              | Bielorrússia, Rússia                                                  | Конкурс песни Евровидение              |
| Sérvio             | Bósnia e Herzegovina, Montenegro, Sérvia                              | Песма Евровизије                       |
| Sueco              | Finlândia, Suécia                                                     | Eurovisionen Melodifestivalen          |
| Turco              | Chipre, Turquia                                                       | Eurovision Şarkı Yarışması             |
| Ucraniano          | Ucrânia                                                               | Пісенний конкурс Євробачення           |

## Por língua
Entre 1966 e 1973, e outra vez entre 1977 e 1998, os países só podiam cantar na sua própria língua.
| Vitórias | Línguas           | Anos | Países |
| -------- | ----------------- | --- | --- |
| 35       | Inglês            | 1967, 1969, 1970, 1974, 1975, 1976, 1980, 1981, 1987, 1992, 1993, 1994, 1996, 1997, 1999, 2000, 2001, 2002, 2003, 2004, 2005, 2006, 2008, 2009, 2010, 2011, 2012, 2013, 2014, 2015, 2018, 2019, 2023, 2024, 2025 | Reino Unido, Irlanda, Suécia, Países Baixos, Dinamarca, Estónia, Letónia, Turquia, Ucrânia, Grécia, Finlândia, Rússia, Noruega, Alemanha, Azerbaijão, Áustria, Israel, Holanda, Suíça |
| 14       | Francês           | 1956, 1958, 1960, 1961, 1962, 1965, 1969, 1971, 1972, 1973, 1977, 1983, 1986, 1988 | Suíça, França, Luxemburgo, Mónaco, Bélgica |
| 3        | Holandês          | 1957, 1959, 1969 | Países Baixos |
| 3        | Hebreu            | 1978, 1979, 1998 | Israel |
| 3        | Italiano          | 1964, 1990, 2021 | Itália |
| 2        | Norueguês         | 1985, 1995 | Noruega |
| 2        | Sueco             | 1984, 1991 | Suécia |
| 2        | Alemão            | 1966, 1982 | Áustria, Alemanha |
| 2        | Ucraniano         | 2004, 2022 | Ucrânia |
| 2        | Castelhano        | 1968, 1969 | Espanha |
| 1        | Dinamarquês       | 1963 | Dinamarca |
| 1        | Servo-Croata      | 1989 | Jugoslávia |
| 1        | Sérvio            | 2007 | Sérvia |
| 1        | Tártar da Crimeia | 2016 | Ucrânia |
| 1        | Português         | 2017 | Portugal |

## Melhores classificações por idioma
| Idioma                         | Melhor classificação | Número de vezes | Última vez | País                 | Artista(s)                         | Canção                                          |
| ------------------------------ | -------------------- | --------------- | ---------- | -------------------- | ---------------------------------- | ----------------------------------------------- |
| Inglês                         | 1º                   | 35              | 2025       | Áustria              | JJ                                 | "Wasted Love"                                   |
| Francês                        | 1º                   | 14              | 1988       | Suíça                | Céline Dion                        | "Ne partez pas sans moi"                        |
| Holandês                       | 1º                   | 3               | 1969       | Países Baixos        | Lenny Kuhr                         | "De troubadour"                                 |
| Hebraico                       | 1º                   | 3               | 1998       | Israel               | Dana International                 | "Diva"                                          |
| Castelhano                     | 1º                   | 2               | 1969       | Espanha              | Salomé                             | "Vivo cantando"                                 |
| Alemão                         | 1º                   | 2               | 1982       | Alemanha             | Nicole                             | "Ein bißchen Frieden"                           |
| Italiano                       | 1º                   | 2               | 1990       | Itália               | Toto Cutugno                       | "Insieme: 1992"                                 |
| Sueco                          | 1º                   | 2               | 1991       | Suécia               | Carola Häggkvist                   | "Fångad av en stormvind"                        |
| Norueguês                      | 1º                   | 2               | 1995       | Noruega              | Secret Garden                      | "Nocturne"                                      |
| Dinamarquês                    | 1º                   | 1               | 1963       | Dinamarca            | Grethe & Jørgen Ingmann            | "Dansevise"                                     |
| Croata                         | 1º                   | 1               | 1989       | Iugoslávia           | Riva                               | "Rock Me"                                       |
| Sérvio                         | 1º                   | 1               | 2007       | Sérvia               | Marija Šerifović                   | "Molitva"                                       |
| Ucraniano                      | 1º                   | 2               | 2022       | Ucrânia              | Kalush Orchestra                   | "Stefania"                                      |
| Tártaro da Crimeia             | 1º                   | 1               | 2016       | Ucrânia              | Jamala                             | "1944"                                          |
| Português                      | 1º                   | 1               | 2017       | Portugal             | Salvador Sobral                    | "Amar pelos dois"                               |
| Polaco                         | 2º                   | 1               | 1994       | Polónia              | Edyta Górniak                      | "To nie ja!"                                    |
| Imaginário                     | 2º                   | 1               | 2003       | Bélgica              | Urban Trad                         | "Sanomi"                                        |
| Udmurte                        | 2º                   | 1               | 2012       | Rússia               | Buranovskiye Babushki              | "Party for Everybody"                           |
| Finlandês                      | 2º                   | 1               | 2023       | Finlândia            | Käärijä                            | "Cha Cha Cha"                                   |
| Turco                          | 3º                   | 1               | 1997       | Turquia              | Şebnem Paker                       | "Dinle"                                         |
| Russo                          | 3º                   | 1               | 2003       | Rússia               | t.A.T.u.                           | "Ne Ver', Ne Boysia"                            |
| Bósnio                         | 3º                   | 1               | 2006       | Bósnia e Herzegovina | Hari Mata Hari                     | "Lejla"                                         |
| Islandês                       | 4º                   | 1               | 1990       | Islândia             | Stjórnin                           | "Eitt lag enn"                                  |
| Húngaro                        | 4º                   | 1               | 1994       | Hungria              | Friderika Bayer                    | "Kinek mondjam el vétkeimet?"                   |
| Arménio                        | 4º                   | 1               | 2008       | Arménia              | Sirusho                            | "Qélé, Qélé" (Քելե Քելե)                        |
| Grego                          | 5º                   | 4               | 1997       | Chipre               | Hara & Andreas Konstantinou        | "Mana Mou" (Μάνα μου)                           |
| Estónio                        | 5º                   | 1               | 1996       | Estónia              | Maarja-Liis Ilus e Ivo Linna       | "Kaelakee hääl"                                 |
| Búlgaro                        | 5º                   | 1               | 2007       | Bulgária             | Elitsa Todorova & Stoyan Yankoulov | "Water"                                         |
| Albanês                        | 5º                   | 1               | 2012       | Albânia              | Rona Nishliu                       | "Suus"                                          |
| Latim                          | 5º                   | 1               | 2022       | Sérvia               | Konstrakta                         | "In Corpore Sano"                               |
| Dialetos austríacos            | 6º                   | 1               | 2003       | Áustria              | Alf Poier                          | "Weil der Mensch zählt"                         |
| Napolitano                     | 7º                   | 1               | 1991       | Itália               | Peppino di Capri                   | "Comme è ddoce 'o mare"                         |
| Esloveno                       | 7º                   | 1               | 1995       | Eslovénia            | Darja Švajger                      | "Prisluhni mi"                                  |
| Montenegrino                   | 7º                   | 1               | 2005       | Sérvia e Montenegro  | No Name                            | "Zauvijek moja"                                 |
| Romeno                         | 7º                   | 1               | 2022       | Moldávia             | Zdob și Zdub & Frații Advahov      | "Trenulețul"                                    |
| Crioulo haitiano               | 8º                   | 1               | 1992       | França               | Kali                               | "Monté la riviè"                                |
| Checo                          | 10º                  | 1               | 2023       | Chéquia              | Vesna                              | "My Sister's Crown"                             |
| Macedónio                      | 12º                  | 1               | 2006       | Macedónia do Norte   | Elena Risteska                     | "Ninanajna"                                     |
| Luxemburguês                   | 13º                  | 1               | 1960       | Luxemburgo           | Camillo Felgen                     | "So laang we's du do bast"                      |
| Romanche                       | 13º                  | 1               | 1989       | Suíça                | Furbaz                             | "Viver senza tei"                               |
| Letão                          | 13º                  | 1               | 2025       | Letónia              | Tautumeitas                        | "Bur man laimi"                                 |
| Lituano                        | 14º                  | 2               | 2024       | Lituânia             | Silvester Belt                     | "Luktelk"                                       |
| Irlandês                       | 15º                  | 1               | 1972       | Irlanda              | Sandie Jones                       | "Ceol an Ghrá"                                  |
| Corso                          | 15º                  | 1               | 2011       | França               | Amaury Vassili                     | "Sognu"                                         |
| Árabe                          | 16º                  | 1               | 2009       | Israel               | Noa & Mira Awad                    | "There Must Be Another Way"                     |
| Bielorrusso                    | 17º                  | 1               | 2017       | Bielorrússia         | NAVI                               | "Historyja majho žyccia" (Гісторыя майго жыцця) |
| Maltês                         | 18º                  | 2               | 1972       | Malta                | Helen e Joseph                     | "L-Imħabba"                                     |
| Eslovaco                       | 18º                  | 1               | 1996       | Eslováquia           | Marcel Palonder                    | "Kým nás máš"                                   |
| Bretão                         | 19º                  | 1               | 1996       | França               | Dan Ar Braz                        | "Diwanit Bugale"                                |
| Samogiciano (dialecto lituano) | 20º                  | 1               | 1999       | Lituânia             | Aistė                              | "Strazdas"                                      |
| Võro                           | 11º SF               | 1               | 2004       | Estónia              | Neiokõsõ                           | "Tii"                                           |
| Catalão                        | 12º SF               | 1               | 2007       | Andorra              | Anonymous                          | "Salvem el món"                                 |
| Georgiano                      | 14º SF               | 2               | 2019       | Geórgia              | Oto Nemsadze                       | "Sul tsin iare" (სულ წინ იარე)                  |
| Romani                         | 16º SF               | 1               | 2013       | Macedónia do Norte   | Esma & Lozano                      | "Pred da se razdeni" (Пред да се раздени)       |